# Bångbosjön
Bångbosjön är en sjö i Sala kommun och Västerås kommun i Västmanland och ingår i Norrströms huvudavrinningsområde. Sjön har en area på 0,178 kvadratkilometer och ligger 65 meter över havet.

## Delavrinningsområde
Bångbosjön ingår i det delavrinningsområde (663736-152439) som SMHI kallar för Mynnar i Fläcksjön. Medelhöjden är 85 meter över havet och ytan är 44,35 kvadratkilometer. Det finns inga avrinningsområden uppströms utan avrinningsområdet är högsta punkten. Gnällbäcken som avvattnar avrinningsområdet har biflödesordning 3, vilket innebär att vattnet flödar genom totalt 3 vattendrag innan det når havet efter 160 kilometer. Avrinningsområdet består mestadels av skog (74 procent). Avrinningsområdet har 1,51 kvadratkilometer vattenytor vilket ger det en sjöprocent på 3,4 procent.